# Pantai Oa
Pantai Oa is een bestuurslaag in het regentschap Flores Timur van de provincie Oost-Nusa Tenggara, Indonesië. Pantai Oa telt 457 inwoners (volkstelling 2010).